# Estero Upeo
Estero Upeo är ett vattendrag i Chile.   Det ligger i regionen Región del Maule, i den södra delen av landet, 200 km söder om huvudstaden Santiago de Chile.
Trakten runt Estero Upeo består i huvudsak av gräsmarker. Runt Estero Upeo är det ganska tätbefolkat, med 60 invånare per kvadratkilometer.